# Loceneon
Loceneon ist eine osttimoresische Aldeia. Sie liegt im Norden des Sucos Santa Cruz (Verwaltungsamt Nain Feto, Gemeinde Dili). In Loceneon leben 1094 Menschen (2015).

## Lage und Sehenswürdigkeiten

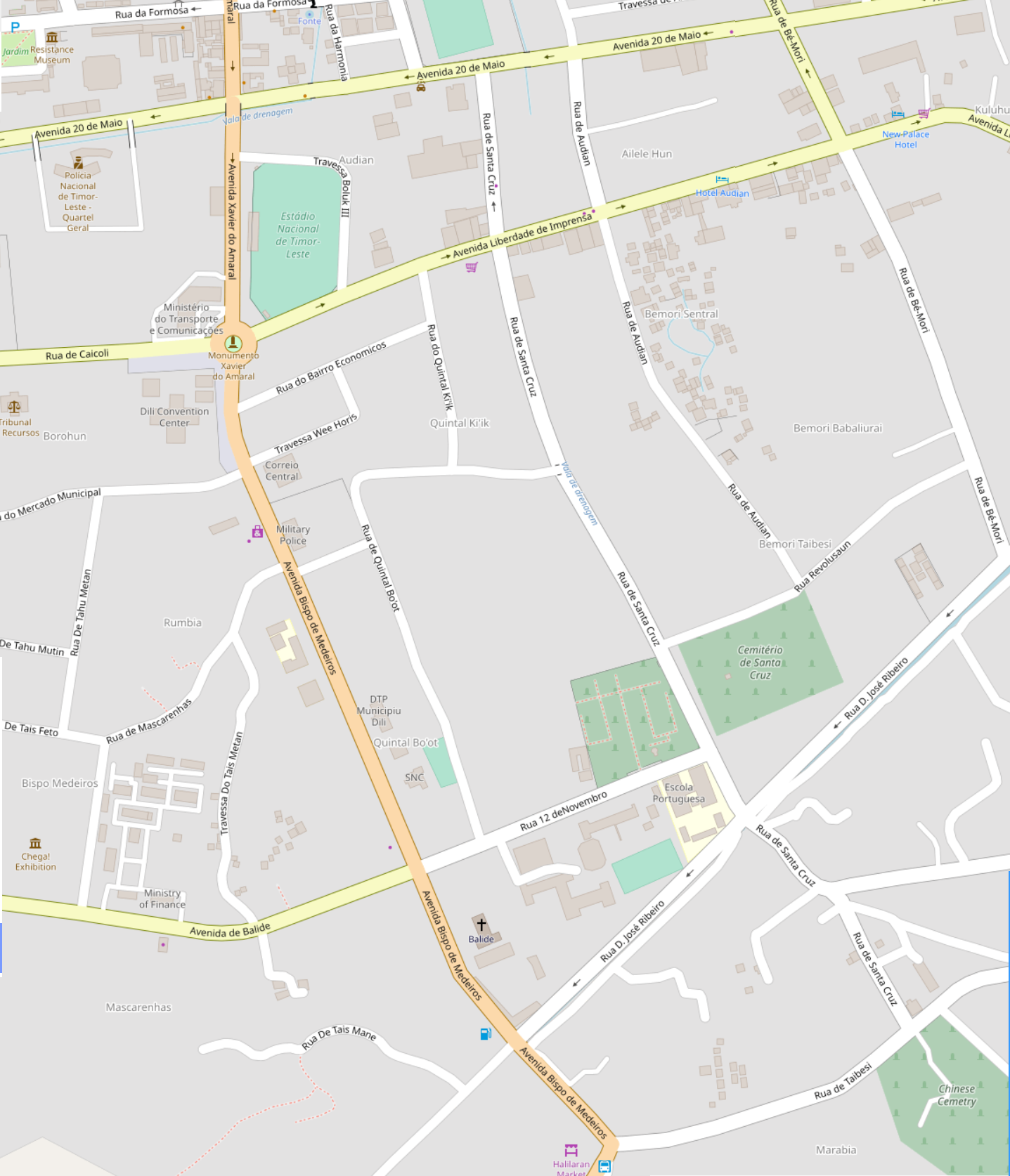
Straßenkarte von Santa Cruz

Zu Loceneon gehört der traditionelle Stadtteil Quintal Qik. Nördlich von Loceneon liegt jenseits der Avenida da Liberdade de Imprensa die Aldeia Audian, östlich jenseits der Rua de Santa Cruz die Aldeias Baheda und Mura und südlich die Aldeias 25 de Abril und 4 de Setembro. Im Westen befindet sich, jenseits der Avenida Bispo Medeiros der Suco Mascarenhas.
Im Nordwesten befindet sich ein Kreisverkehr, dessen Südteil zu Loceneon, der Nordteil zu Audian gehört. Im Zentrum steht das Denkmal von Francisco Xavier do Amaral, dem ersten Präsidenten Osttimors. Im Norden steht eine Kirche des baptistischen Victory Family Centre (VFC).